# Лямбисы
Лямбисы, или ламбисы, или семипалечники (лат. Lambis), — род морских брюхоногих моллюсков из семейства Strombidae.

## Описание
Раковины моллюсков с характерными длинными пальцевидными выростами на наружной губе. Сифональный канал длинный и изогнутый. У молодых моллюсков раковина тонкостенная, без выростов, из-за чего они мало похожи на взрослых особей. У некоторых видов наблюдается половой диморфизм. Раковины женских особей обычно крупнее и имеют более укороченные выросты. Размеры раковин представителей рода составляют 15—30 см.
Представители рода распространены в Индо-Тихоокеанском регионе. Обитают на мелководье, на коралловых рифах и на песчаных грунтах на глубине от 3 до 30 м. Питаются в основном водорослями.

## Виды
- Lambis arachnoides Shikama, 1971
- Lambis cristinae Bozzetti, 1999
- Lambis crocata (Link, 1807)
- Lambis indomaris Abbott, 1961
- Lambis lambis (Linnaeus, 1758)
- Lambis millepeda (Linnaeus, 1758)
- Lambis pilsbryi Abbott, 1961
- Lambis robusta (Swainson, 1821)
- Lambis scorpius (Linnaeus, 1758)
- Lambis sebae (Kiener, 1843)
- Lambis sowerbyi (Mörch, 1872)
- Lambis truncata (Humphrey, 1786)

Виды, сведённые в синонимы:
- Lambis adamii (Bozzetti & Cossignani, 2003) синоним Lambis lambis (Linnaeus, 1758)
- Lambis aurantia (Lamarck, 1822) синоним Lambis crocata (Link, 1807)
- Lambis arthritica Röding, 1798 синоним Harpago arthritica (Röding, 1798)
- Lambis chiragra (Linnaeus, 1758) синоним Harpago chiragra (Linnaeus, 1758)
- Lambis digitata (Perry, G., 1811) синоним Ophioglossolambis digitata(Perry, 1811)
- Lambis violacea (Swainson, 1821) синоним Ophioglossolambis violacea (Swainson, 1821)

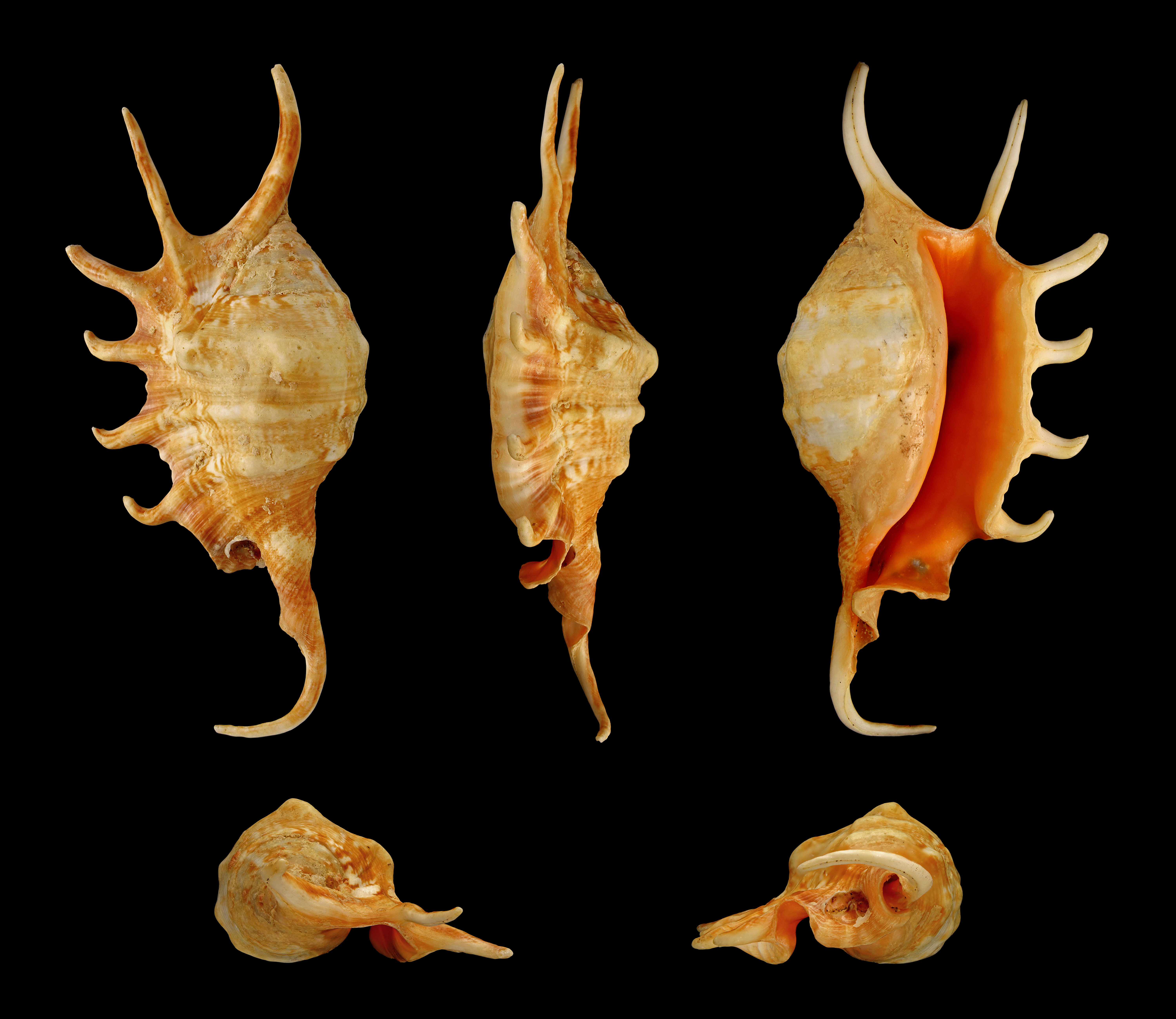
Lambis crocata
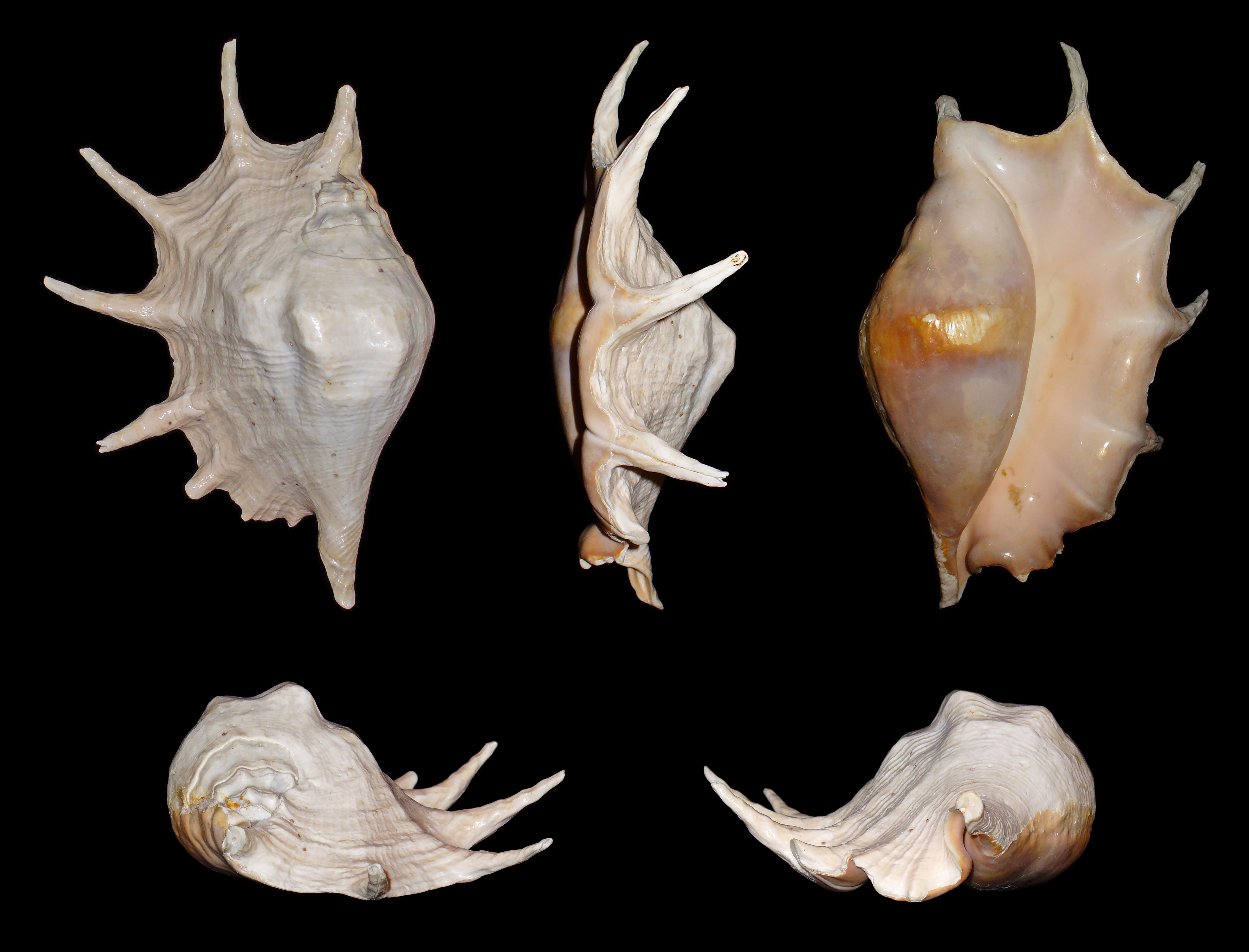
Lambis truncata
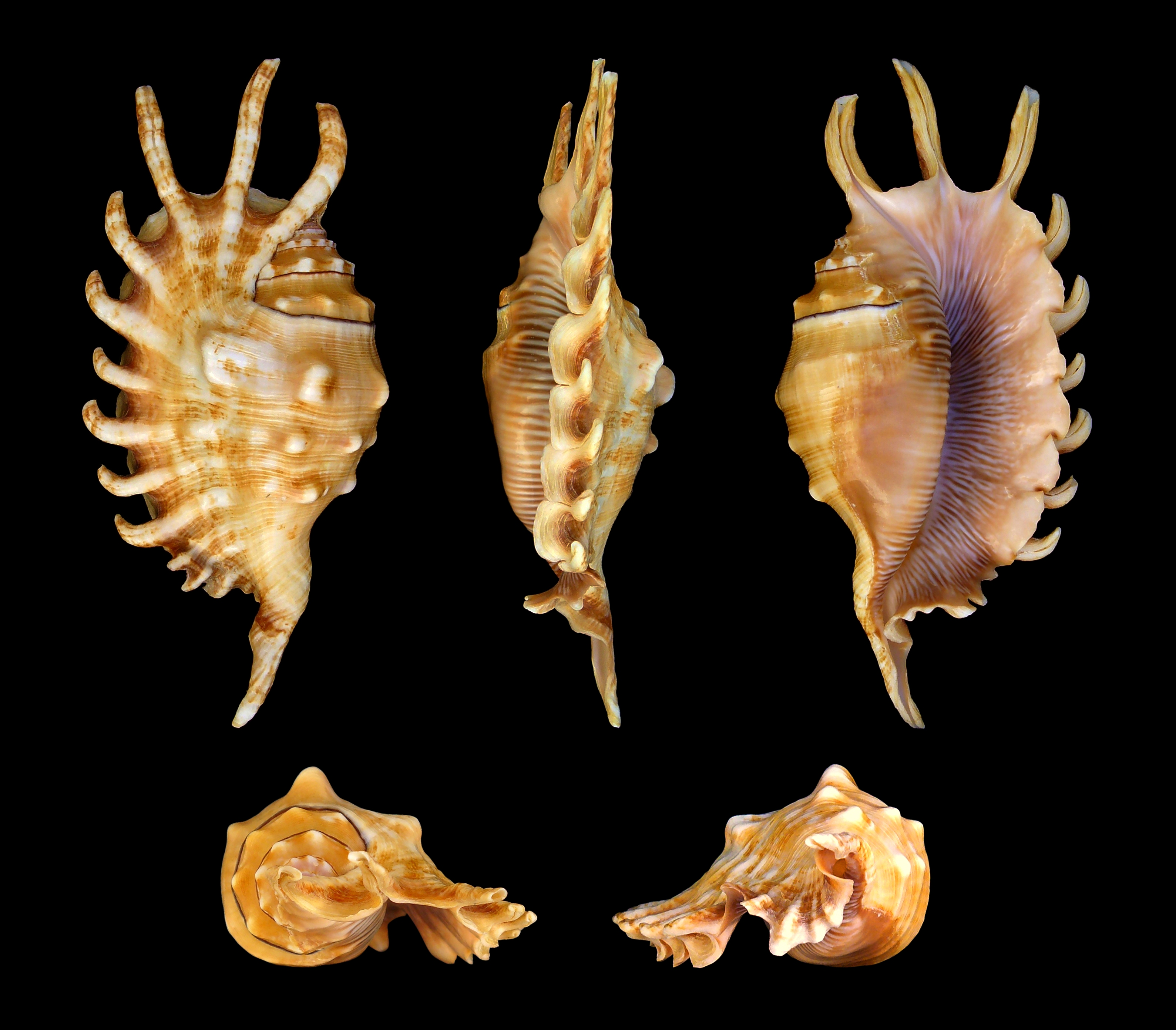
Lambis millepeda
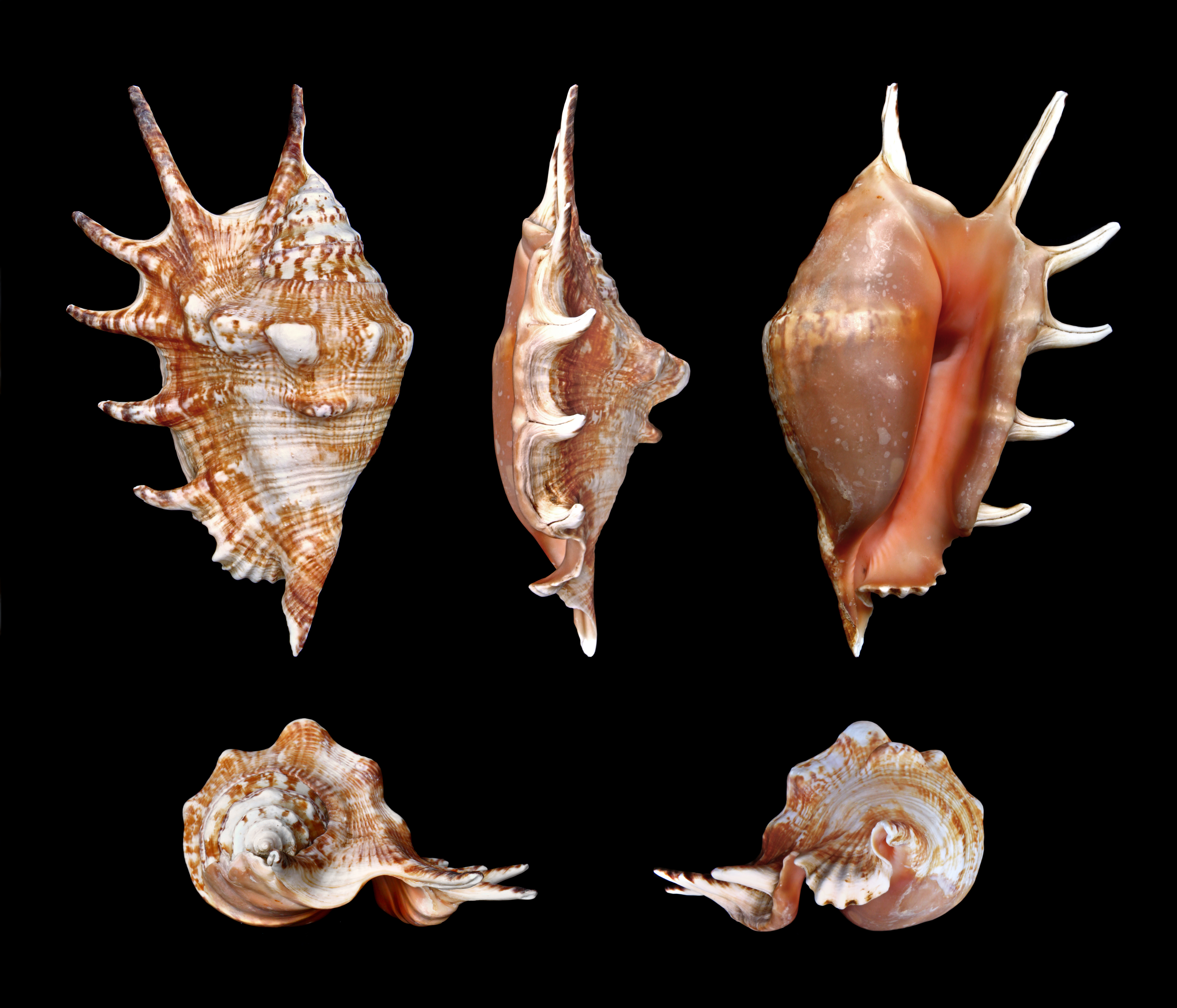
Lambis lambis, самец
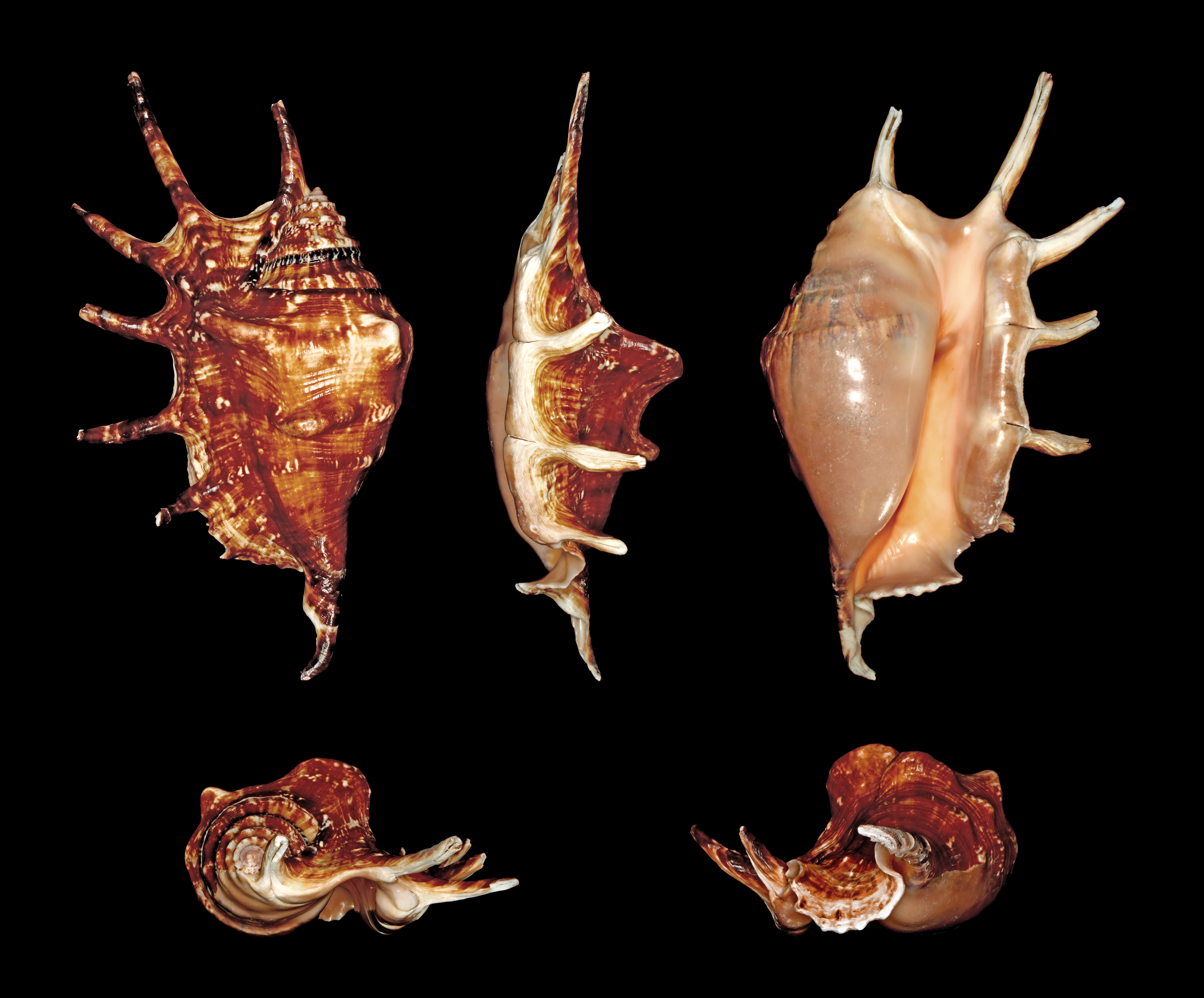
Lambis lambis, самка
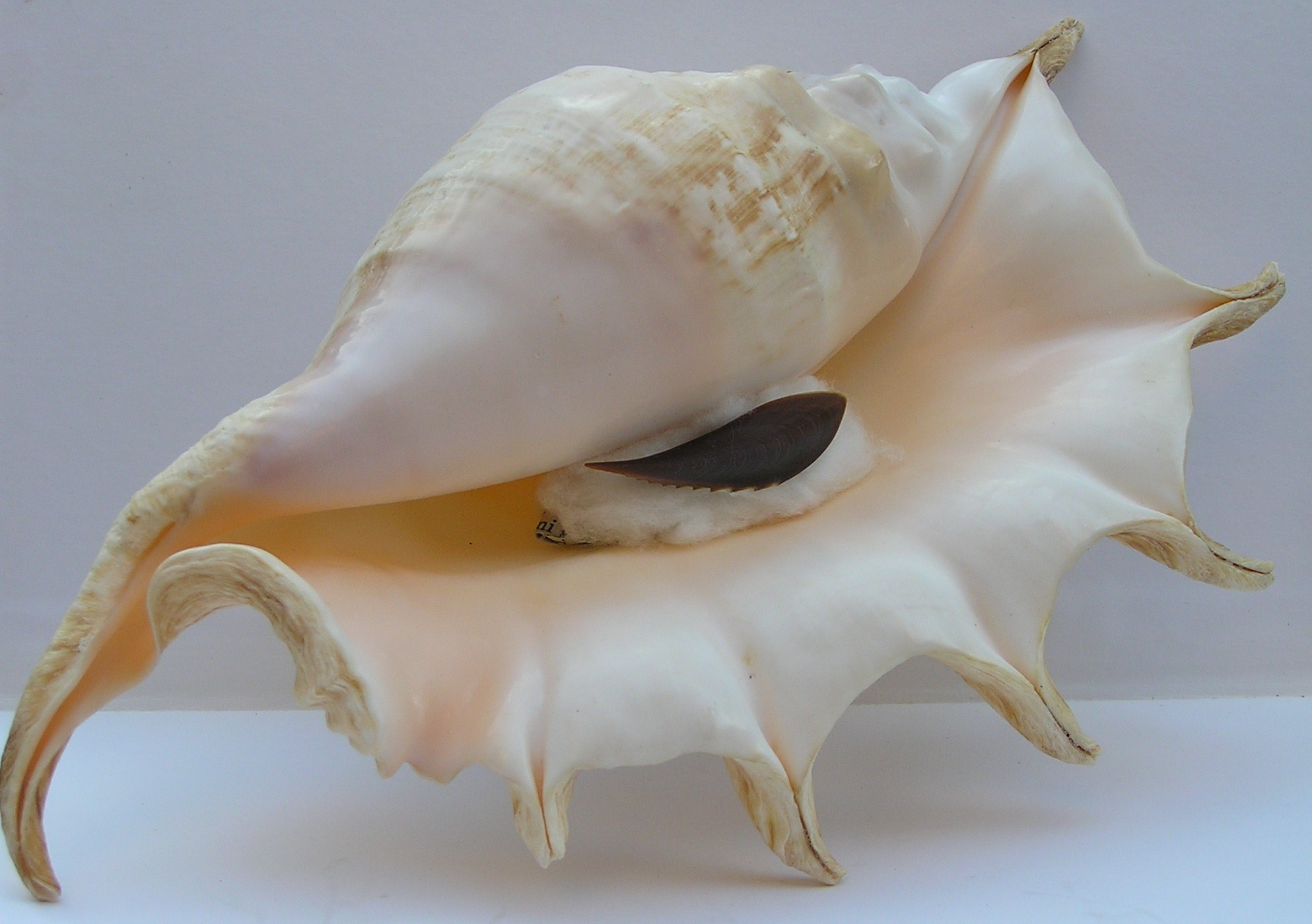
Lambis truncata